# 诺都图斯
诺都图斯（英語：Nodutus）。古罗马众多的农业神祇之一。主要负责打谷。为古罗马人所供奉祭祀，亦于维吉尔等古罗马诗人所创作的诗歌中得到反映。又曾于艺术作品中出现，影响深远。